# Concierto para violín n.º 2 (Mozart)

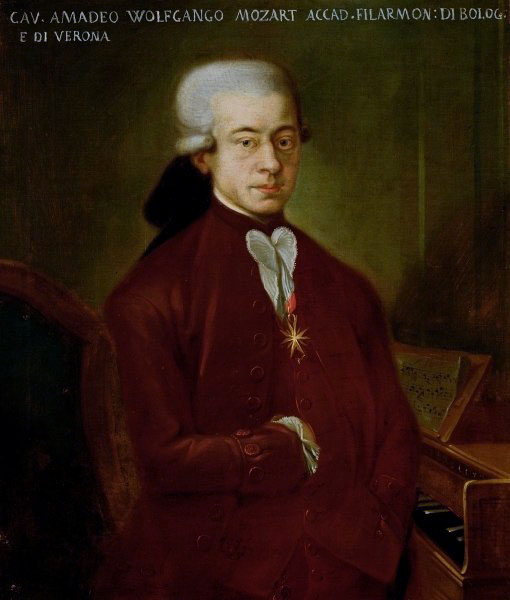
Pintura de Mozart

El Concierto para violín n.º 2 en re mayor, K. 211 fue compuesto por Wolfgang Amadeus Mozart en 1775. 

## Estructura
La obra consta de tres movimientos:
1. Allegro moderato.
2. Andante.
3. Rondó - Allegro.

La interpretación tiene una duración de unos 20 minutos.